# 伊達朝宗
伊達 朝宗（だて ともむね）は、平安時代後期から鎌倉時代初期にかけての御家人。伊達宗家初代当主。従五位下・遠江守、常陸介。

## 出自
『尊卑分脈』に記載されている藤原山蔭流の待賢門院非蔵人藤原光隆の息子である朝宗に比定されているが、これには異説もある（後述）。母は六条判官源為義の娘と言う。息子に為宗、宗村（殖野為重?）、資綱、為家（駿河伊達氏の祖）らがあり、娘には源頼朝の側室・大進局（僧貞暁の母）として知られた女性がある。源為義およびその孫・頼朝と縁戚関係にあるため、「朝」の字は頼朝（またはその父で叔父にあたる源義朝）から受けたもの、また息子の名前の「為」の字も為義に由来するものと考えられるが確証はない。

## 略歴
保元元年（1156年）、藤原氏本家の荘園でもあった下野国芳賀郡中村荘に住し中村八幡宮の南東に館を築いて中村荘を管理したため、中村太郎と称された。都において高松院の蔵人となり院の判官代となった。また東宮（皇太子）を守護する代官になり地方官としては、遠江守、常陸介も勤めた。承安元年（1171年）、この頃に職を辞して下野国中村に戻り、鶴岡八幡宮より行勇阿闍梨を招聘し荘厳寺を再興した。 
治承4年（1180年）に源頼朝が挙兵した際には、前述の通り、頼朝が母方の従弟という関係もあってその麾下に馳せ参じた。文治5年（1189年）の奥州合戦に際しては、4人の息子が前衛として出陣、敵方の最前線基地である信夫郡の石那坂の城砦を攻略して、大将の佐藤基治を生け捕りとした。この功によって、激戦地阿津賀志山がある陸奥国伊達郡を賜り、これを契機に伊達姓を称したという。朝宗の後は次男・宗村が相続し、その後裔は中世、近世を通じて発展した。
なお、旧来の所領の常陸国伊佐（伊佐城）は長男の伊佐為宗が、下野国中村（中村城）は三男の中村資綱が相続している。資綱はその後、陸奥国伊達郡梁川に移住して、その養子の朝定がその後を継いだ。
また、島津氏第2代当主の島津忠時の正室にして、第3代当主島津久経の母の得台夫人は、島津歴代略記によると伊達念西の妹であるとされている。

## 常陸入道念西と朝宗
『吾妻鏡』には、常陸入道念西が息子の為宗・為重・資綱・為家と共に奥州合戦で功を立てて伊達郡を与えられた記述が見られる。これが伊達氏の勃興であり、一般に念西を朝宗、為重が後の2代当主・宗村であると言われている。しかし、伊達氏の古い系譜・文書には初代を宗村としているものが多数見られることから、新井白石は『藩鑑』に於いて朝宗の息子の宗村こそが念西であると見做している。近代になってからは、松浦丹次郎『伊達氏誕生』（寂静院、1983年）で同様の見解が採られている。松浦は3代当主・義広は次男・為重の息子であり、祖父・念西の養子になったとしている。
近年では、宝賀寿男が朝宗と宗村は同一人物であり、更にはその系譜を『新編常陸国誌』を基にして、伊佐実宗 - 中村秀宗 - 助宗 - 朝宗（念西）とし、山陰流の朝宗と念西と呼ばれた朝宗を全くの別人との説を出している。義広は三男・資綱の息子であり、祖父・念西の養子になったと言う。いずれにせよ、初期伊達氏の系譜にはいまだ解明されていない部分が多く見られる。

## 下野国中村荘園における朝宗
朝宗の築城とされる中村城に中村大明神と言う朝宗を祭神とする社が現存している。栃木県市町村誌によると中村大明神の由緒については「中村左衛尉朝定死后、中村大明神と崇り祀り、歳々十一月十五日土人之ヲ祭ルナリ」とあり宗村二男、朝定を祀る社であるとされている。この朝定は源義経の遺児千歳丸（経若丸）との伝承があり、常陸坊海尊が藤原秀衡の命を受け源義経の子を朝宗（念西）に託したとする伝承が栃木県真岡市の遍照寺や、青森県弘前市新寺町の圓明寺（円明寺）等に残っている。
中村大明神は中村城落城の後、最後の城主となった小太郎時長を祀る小太郎明神としてその後伝わり、現在は中村城跡に建立されていた場所から大正2年5月に遍照寺の境内に中村城を建てたとされる伊達氏初代の朝宗を祭神とし歴代の中村城主を祀る社として移築された。
- NHK大河ドラマ「樅ノ木は残った」と栃木県指定天然記念物カヤの木

朝宗築城と伝わるこの中村城には、伊達騒動を題材にしたNHK大河ドラマ「樅ノ木は残った」のモデルになった古木がある。この古木は現在遍照寺の境内にあるカヤの古木で、昭和29年に栃木県指定天然記念物となった。文治5年（1189年）、奥州伊達氏の祖、朝宗が源頼朝から奥州合戦における石那坂の戦いの恩賞として与えられた伊達郡・信夫郡に赴く際に植樹したとするいわれがある。

## 系譜
- 父：中村光隆 - 待賢門院非蔵人藤原光隆
- 母：六条判官源為義の女
- 弟：業盛
- 室：結城氏
  - 次男：伊達宗村（1173年?-1251年?） - 殖野為重、伊達氏2代当主
- 室：不詳
  - 長男：伊佐為宗（?-1221年）
  - 三男：中村資綱
  - 四男：伊達為家 - 駿河伊達氏の祖
  - 五男：為行
  - 六男：田手実綱
  - 七男：延厳（僧）
  - 八男：朝基
  - 九男：寺本為保
  - 女子：大進局 - 源頼朝室
- 養子
  - 男子：中村朝定[5]

## 関連作品
- 政宗ダテニクル（声：森川智之）2016年のアニメ作品および2021年の劇場アニメ作品。福島県伊達市のご当地アニメとしてガイナが制作。道の駅伊達の郷りょうぜんに等身大キャラクターの初代当主伊達朝宗像が展示。